# Copa Polinesia 1998
La Copa Polinesia 1998 fue la segunda edición del torneo que englobaba a los países de dicha región geográfica de Oceanía. Se disputó en las Islas Cook entre el 2 y el 8 de septiembre.
Tahití consiguió su segundo título tras vencer en todos los encuentros y clasificó, junto con las Islas Cook, a la Copa de las Naciones de la OFC.

## Clasificación
| Pos. | Equipo           | Pts. | PJ | G | E | P | GF | GC | Dif. | Clasificación        |
| ---- | ---------------- | ---- | -- | - | - | - | -- | -- | ---- | -------------------- |
| 1    | Tahití (C)       | 12   | 4  | 4 | 0 | 0 | 27 | 1  | +26  | OFC Nations Cup 1998 |
| 2    | Islas Cook (H)   | 7    | 4  | 2 | 1 | 1 | 8  | 11 | −3   | OFC Nations Cup 1998 |
| 3    | Samoa Occidental | 6    | 4  | 2 | 0 | 2 | 8  | 7  | +1   |                      |
| 4    | Tonga            | 4    | 4  | 1 | 1 | 2 | 5  | 9  | −4   |                      |
| 5    | Samoa Americana  | 0    | 4  | 0 | 0 | 4 | 3  | 23 | −20  |                      |

 Fuente: 

## Resultados
| 2 de septiembre de 1998 | Islas Cook | 2:1 | Samoa Occidental | -, Avarua   |  |
|                         |            |     |                  | Árbitro(s): |  |

| 2 de septiembre de 1998 | Tonga | 3:0 | Samoa Americana | -, Avarua   |  |
|                         |       |     |                 | Árbitro(s): |  |

| 3 de septiembre de 1998 | Tahití | 5:0 | Tonga | -, Avarua   |  |
|                         |        |     |       | Árbitro(s): |  |

| 3 de septiembre de 1998 | Islas Cook | 4:3 | Samoa Americana | -, Avarua   |  |
|                         |            |     |                 | Árbitro(s): |  |

| 5 de septiembre de 1998 | Tahití | 5:1 | Samoa Occidental | -, Avarua   |  |
|                         |        |     |                  | Árbitro(s): |  |

| 5 de septiembre de 1998 | Islas Cook | 2:2 | Tonga | -, Avarua   |  |
|                         |            |     |       | Árbitro(s): |  |

| 7 de septiembre de 1998 | Samoa Occidental | 2:0 | Tonga | -, Avarua   |  |
|                         |                  |     |       | Árbitro(s): |  |

| 7 de septiembre de 1998 | Tahití | 12:0 | Samoa Americana | -, Avarua   |  |
|                         |        |      |                 | Árbitro(s): |  |

| 8 de septiembre de 1998 | Samoa Occidental | 4:0 | Samoa Americana | -, Avarua   |  |
|                         |                  |     |                 | Árbitro(s): |  |

| 8 de septiembre de 1998 | Islas Cook | 0:5 | Tahití | -, Avarua   |  |
|                         |            |     |        | Árbitro(s): |  |

## Campeón
| Bandera de Polinesia Francesa |
| Campeón Tahití                |
| Segundo título                |